# Türken in Berlin

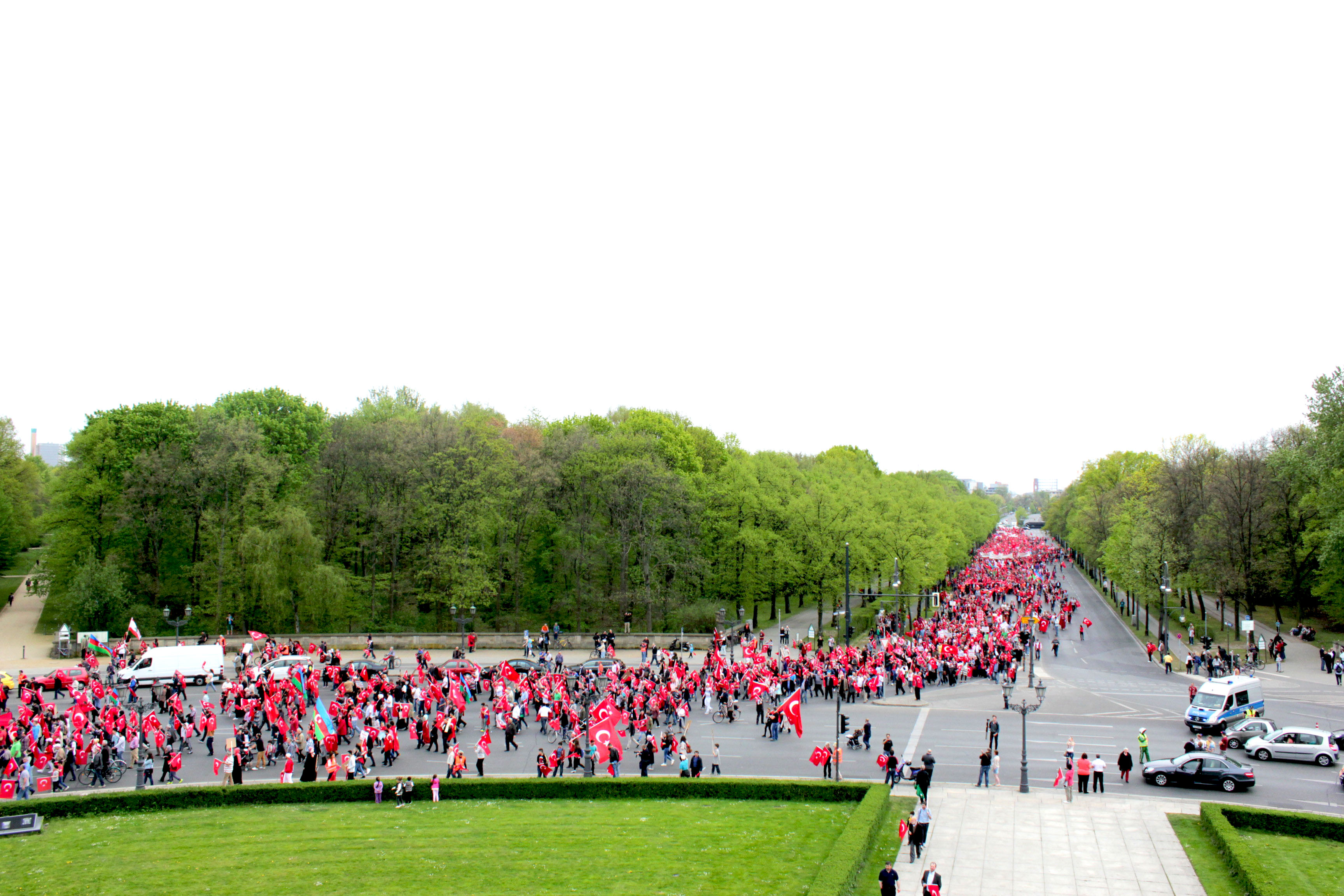
Demo der türkischen Gemeinden in Berlin 2015

Türken, also Türkeistämmige in Deutschland, stellen in Berlin sowohl die größte ethnische als auch die am zahlreichsten vertretene nicht-europäische Zuwanderergruppe dar. Insgesamt sind in Berlin rund 200.000 Personen mit Migrationshintergrund aus der Türkei (rund 6 % der Berliner Bevölkerung) auf Dauer wohnhaft. Damit besteht in Berlin die zahlenmäßig größte derartige Gruppe außerhalb der Türkei. Diese ist nicht homogen, da sie sich aus mehreren, in der Türkei ansässigen, Ethnien zusammensetzt, neben ethnischen Türken sind dies insbesondere Kurden. In fast allen Ortsteilen im ehemaligen West-Berlin finden sich größere Anteile türkischstämmiger Bewohner, im Gegensatz zu den Ortsteilen des früheren Ost-Berlin.

## Geschichte
Infolge der Türkenkriege, insbesondere des Großen Türkenkrieges (1683–1699), ausgelöst durch die zweite türkische Belagerung Wiens, kamen erstmals  aus dem damaligen Osmanischen Reich stammende Kriegsgefangene brandenburgischer Truppen von Ungarn nach Berlin.
Zur Zeit Friedrich Wilhelms I. kam es zu ersten geheimdiplomatischen preußisch-türkischen Beziehungen. Friedrich Wilhelm ließ sich Pferde aus Konstantinopel kommen, darunter ein Geschenk Ahmeds II., ein edles Ross aus dem Großherrlichen Marstall, das in Berlin allgemeine Bewunderung erregte.
Nach der preußischen Eroberung Schlesiens suchte Friedrich II. ein Bündnis mit den Osmanen unter Mustafa III. gegen Österreich. Stattdessen kam es 1761 lediglich zu ersten preußisch-türkischen Freundschafts- und Handelsabkommen, worauf 1763 eine ständige osmanische Gesandtschaft in Berlin eingerichtet wurde. In der Berliner Gesellschaft führten die sich allmählich entwickelnden preußisch-türkischen Beziehungen zu einer regelrechten, bis in die Kaiserzeit anhaltenden „Türkenmode“.
Im 19. Jahrhundert verstärkten sich die deutsch-türkischen Beziehungen, vor allem durch den Aufbau von deutschen Militärmissionen im Osmanischen Reich. Einige osmanische Gesandte und ihre Familien ließen sich in Berlin nieder, wo sich bis 1914 eine kleine türkische Gemeinde etablierte. Zu Kontakten mit der Berliner Bevölkerung kam es kaum. Während des Ersten Weltkriegs kamen auch osmanische Militärs nach Berlin.
Deutschland war in der Weimarer Zeit der größte Handelspartner der 1923 gegründeten Türkei, eine nennenswerte Zuwanderung aus der Türkei resultierte daraus jedoch nicht. Von 1914 bis um 1930 bestand die deutsch-türkische Vereinigung, mit dem Ziel der Förderung deutscher kultureller und wirtschaftlicher Interessen. 

## Zuwanderung seit den 1950er Jahren
Nachdem 1958 erstmals ungefähr 150 junge Türken (sogenannte „Heuss-Türken“) auf Einladung von Bundespräsident Theodor Heuss zur Berufsausbildung in die Bundesrepublik Deutschland gekommen waren, schloss diese 1961 mit der Türkei auf deren Wunsch und unter Einflussnahme der USA ein Abkommen zur Anwerbung türkischer Arbeitskräfte, wobei der Aufenthalt auf zwei Jahre begrenzt und eine Verlängerung ausgeschlossen wurde. Dem waren bereits 1955 Vereinbarungen mit Italien, 1960 mit Griechenland und Spanien vorausgegangen. Diese Art der Zuwanderung durch sogenannte „Gastarbeiter“ nach Westdeutschland und insbesondere auch in das damalige West-Berlin endete 1973 mit einem generellen Anwerbestopp. Seither erfolgt die Zuwanderung aus der Türkei hauptsächlich durch Familiennachzug und durch Asylbewerber. Dabei übersteigt die Zahl der Rückkehrer in die Türkei seit mehreren Jahren die der Neuzuwanderer, sodass die Gesamtanzahl der Deutsch-Türken abnimmt.
In den 1980er Jahren wurde vom Senat von West-Berlin ein Zuzugstopp für Ausländer im Wedding, in Tiergarten und Kreuzberg beschlossen, um den Anteil der ausländischen, vor allem auch der türkischen Bevölkerung auf das gesamte West-Berliner Stadtgebiet besser zu verteilen.

## Demographische Situation
Ende 2020 waren mit Wohnsitz in Berlin 106.640 türkische Staatsangehörige gemeldet, die aus allen Teilen der Türkei stammen. Unter Einbeziehung von deutschen Staatsbürgern mit türkischem Migrationshintergrund (sogenannte Deutsch-Türken) leben insgesamt rund 200.000 türkischstämmige Personen in Berlin.

## Religion
Mehrheitlich gehören die hier lebenden Türkeistämmigen dem sunnitischen Glauben nach der hanafitischen Rechtsschule, an zweiter Stelle den Aleviten an. In Berlin leben auch türkeistämmige Christen, es gibt vier syrisch-orthodoxe Kirchgemeinden in Berlin. Diese Christen gehören zur indigenen assyrischen Minderheit, die ihre Wurzeln im Kalksteingebirge Tur-Abdin hat. Dieses Kalksteingebirge liegt im Südosten der Türkei in der Provinz Mardin.